# Andtjärnen (Lits socken, Jämtland)
Andtjärnen är en sjö i Östersunds kommun i Jämtland och ingår i Indalsälvens huvudavrinningsområde.